# Bunker Bluff
Das Bunker Bluff ist ein auffälliges Felsenkliff im ostantarktischen Viktorialand. Es ragt unmittelbar südlich der Mündung des Gair-Gletschers in den Mariner-Gletscher auf und bildet dessen Westwand.
Der United States Geological Survey kartierte das Kliff anhand eigener Vermessungen und mithilfe von Luftaufnahmen der United States Navy zwischen 1960 und 1964. Das Advisory Committee on Antarctic Names benannte es 1968 nach William H. Bunker, Meteorologe auf der Hallett-Station im Jahr 1962.